# 雅各布·施滕普夫利
雅各布·施滕普夫利（Jakob Stämpfli，1820年2月23日—1879年5月15日）是一位瑞士政治家。瑞士联邦委员会委员（1854年-1863年）。他于1854年12月6日当选为联邦委员会委员，任职至1863年12月31日卸任。施滕普夫利是瑞士自由民主党成员。
在任期内，他主要主持领导了以下部门的工作：
- 司法警察部（1855年）
- 政治部（1856年）并出任同年的瑞士联邦总统
- 财政部（1857年-1858年）
- 政治部（1859年）并出任同年的瑞士联邦总统
- 军事部（1860年-1861年）
- 政治部（1862年）并出任同年的瑞士联邦总统
- 军事部（1863年）

期间，施滕普夫利于1856年、1859年、1862年三次出任瑞士联邦总统。
雅各布·施滕普夫利还是1871年亚拉巴马号索赔案国际法庭的成员之一。

## 外部連結
| 前任： 约翰尼·康拉德·克恩 （Johann Konrad Kern） | 瑞士联邦委员会主席 1851年        | 繼任： 约翰·特罗格 （Johann Trog） |
| 前任： 乌尔里希·奥克辛本                         | 瑞士联邦委员会委员 1854年–1863年 | 繼任： 约翰尼·卡尔·埃马纽埃尔·辛克 |
| 前任： 路易·鲁洪纳特 （Louis Ruchonnet）         | 瑞士联邦委员会主席 1875年        | 繼任： 埃米尔·弗雷 （Emil Frey）   |